# Justicia deaurata
Justicia deaurata är en akantusväxtart som beskrevs av B.E. Hammel, J. Gómez-laurito. Justicia deaurata ingår i släktet Justicia och familjen akantusväxter. Inga underarter finns listade i Catalogue of Life.